# Gregers Brinch
 Der er for få eller ingen kildehenvisninger i denne artikel, hvilket er et problem. Du kan hjælpe ved at angive troværdige kilder til de påstande, som fremføres i artiklen.

Gregers Brinch (født 2. juni 1964 i Esbjerg) er en dansk komponist.

## Karriere
Efter at have set filmen Amadeus af Milos Forman og Peter Schaffer i 1984 besluttede Brinch sig til at blive komponist. Efter en periode som selvstuderende - med hjælp af sangeren og komponisten Cecil Cope - studerede han klaver med Luois Demetrious Alvanis i London, før han drog til Hamborg for at studere komposition med Elmar Lampson og klaver med Alan Newcombe og Ulrike Bauer.
Brinchs brug af vidt forskellige musikalske stilarter beror på hans brede musikalske baggrund: Han føler sig ligeså hjemme i blues som i Beethovens musik og den Gregorianske sang.[kilde mangler]
Hans anvendelse og søgen i tonesproget bliver gang på gang genoplivet i nye nuancer i både melodi og harmoni, som forstås af den ulærte lytter uden at blive let musik. Både natur og drama giver ham inspiration, men det er især hans studium af intervaller, som har ført ham til hans helt egen stemme som komponist.
Et centralt emne i mange af hans værker er Menneskerettigheder og Holocaust.
Der gik 18 år, før “Lieder aus Leid” - 13 sange for sopran, baryton og klaver - blev opført i Hannover i maj 2012 af Jardena Flueckiger, Jonathan dela Paz Zaens og Stéphan Aubé.

## Værker

### Klaver solo
- 1985 – 86 : 7 Stykker i forskellige stilarter (Opus 2-8)
- 1987 – 88 : Sonate Nr.1 i 3 satser (Opus 10)
- 1989 : Kalevala suite – Adskillige små stykker til Finske Temaer (Opus 19 )
- 1990 : Elegy – Et kort stykke tillavet eurythmy (Opus 22)
- 1994 : Pigen uden hænder Suite – Musik til Eventyr (opus 27 )
- 1995 : The Little Seed musik til en kort historie (Opus 28)
- 1996 : 10 Stykker til en aften med digte og oplæsning Joseph Brodsky, (Opus 32)
- 1998 – 2004 : Olaf's Dream 1-3 for solo piano
- 2001 : Sonate i 4 satser (Opus 58)
- 2004 : Dialogue for one til Klaver solo (Opus 72)
- 2004 : Two Minds 1-4 til Klaver solo (Opus 73)
- 2011 : Peace Prelude for Sigune (Opus 103)
- 2011 : Dies Irae Piece for the Right hand (Opus 104)
- 2011 : Veni, veni Emmanuel & Magnus Hymne for 3-hand piano (Opus 106)

### Kor a cappella
- 1989 : Die Frucht, Rilke (Opus 16 )
- 1989: Präludium (Morgenstern) (Opus 17)
- 1989 : The Rose (Blake) for mezzosopranoes (Opus 18)
- 1990 : Ja, Ich sage es Dir fra Johannesevangeliet. For tenor, alt og sopran. Et bestillingsværk (Opus 21)
- 1995 : St. Michael, heavenly hero (Opus 29)
- 1995 : A Winter’s scene (Opus 30)
- 1996 : In the Fullness of time (Opus 33)
- 1996 : Ye Spotted Snakes (Opus35)
- 1996 : To St. John (Opus 36)
- 1996 : God Høst and Tro (Halfdan Rasmussens), commissioned work (Opus 37, no 1&2 )
- 1996 : Michael, who holds the sword (Opus 38)
- 1996 : Various pieces for the dramatic adaptation of Dickens’ Hard Times, commissioned work – Also pieces for The Elephans Child and Rikkitikkitavi (Opus 39)
- 1996 : Songs for the Sheepshearers Mystery Play, commissioned work (Opus 40 )
- 1997 : Riverrun (S.B.Waters) (Opus42)
- 1997 : This Bread I Break (D.Thomas) (Opus 43)
- 1997 : Songs to the Cat and the Moon and the Dreaming of the Bones by Yeats (Opus 44)
- 1998 : Ave Maria (for Chartres Cathedral) (Opus 48)
- 1998 : Introduction (W.Blake) (Opus 49)
- 2001 : The Lords’ Prayer in English, Danish, German and Latin (Opus 57 no.1, no.2, & no..3 )
- 2004 : Salme 130 in Danish (Opus 75)
- 2001 – 2005 : Requiem Brevis in 7 movements (Opus 79)
- 2007 : Adoramus Te (Opus 90)
- 2008 : Tro (new version) text by H. Rasmussen (Opus 93)
- 2009 : Saluni vocal exercise for 3-part male choir (Opus 98)
- 2009 : Hoffnung text by G. Brinch (Opus 99)
- 2009 : Mondnacht text by Eichendorff  (Opus 100)
- 2011 : Liturgischer Gesang Schicksal tekst K.O. Eschrich (Opus 107)

### For Strygere
- 1988 : Variations for string quartet (Opus 10)
- 1988 : Movement for string quartet (Opus 12)
- 1989 : Piece for string trio (Opus 15)
- 1989 : 2 miniatures and 1 Episode for string trio (Opus 20)
- 1999 – 2001 : Sonata for cello solo in 4 movements (Opus 26)
- 2000 – 2003 : 12 pieces for 2 violins (Opus 60)
- 2001 : String Quartet no.1 in 4 movements (Opus 56 ) – On the CD Harmonious Dissonance by Navona Records
- 2009 : String Quartet no.2 in 4 movements (Opus 97) – Composed for and recorded by the Bergersen quartet

### Instrumental stykker med Klaver
- 1990 – 2006 : Sonata no.1 for cello and piano, commissioned work (Opus 24)
- 1996 – 2001 : Sonata no.1 for violin and piano (Opus 34)
- 2002 : Sonata no.2 for violin and piano dedicated to Jonathan Truscott (Opus 64 )
- 2002 : Passacaglia for Violin and Piano (Opus 65)
- 2004 : Episode for Violin and Piano (Opus 76)
- 2004 : Elegy for Violin and Piano (Opus 77)
- 2004 : Pianosextet in 3 movements (Opus 78)
- 2007 : Sonata for Cello and Piano in Four Movements – Dedicated to Rohan Desaram and William Hancox (Opus 88)
- 2007 : 7 Pieces for Cello and Piano – Adapted from the Prodigal Son set (Opus 89)
- 2010 : Celebration Trio for Clarinet, Violin and Piano, in 3 movements composed in celebration of the 150th birthday of Rudolf Steiner (Opus 102)
- 2011 : Von Himmel Hoch for Violin and 3-hand piano, commissioned work (Opus 105)
- 2011 : Fantasia-pastorale for Violin and Right-hand piano, commissioned work (Opus 107)
- 2012 : Triptych for Contemplation three pieces for Flute and Piano: Tantamount, Mount Attan & Numantatot dedicated to Julie Groves (Opus 108)

### Lieder med akkompagnement
- 1985 : I hear your Song (A.Locher) for voice and piano (Opus 9 )
- 1992 : The Lamb (W. Blake) for high voice and Organ/piano/harp (Opus 25)
- 1998 : Trilogy (P. Matthews) for French Horn, piano, violin, and high voice, commissioned work (Opus 46 )
- 1998 : Love’s Ground (P. Matthews) for tenor, alto and piano, commissioned work (Opus 47)
- 2003 : The Spouse to the younglings (William Baldwin 16th century) for Voice and Piano (Opus 66)
- 2003 : A clear Midnight (Walt Whitman) for voice and piano, commissioned work (Opus 67)
- 2003 : A Coat by W.B.Yates for voice and piano (Opus 68)
- 2005 : Chemin De Fer (by Elisabeth Bishop) For Soprano, Baritone and Piano (Opus 80)
- 2005 : Frog Autumn (by Sylvia Plath) song for Soprano and Piano (Opus 81)
- 2005 : You Tides with ceaseless swell (Walt Whitman) for Soprano, baritone and Piano (Opus 82)
- 1994-2012 : Lieder aus Leid 13 songs for Soprano, Baritone and piano composed to German texts written by victims of the 2nd world war Holocaust collected by the late Michael Moll (Opus 83)
- 2006 : Songs from the Prodigal Son 7 songs for voice and piano (Opus 84)
- 2006 : Apple rhyme for Sigune (by Madeleine Nightingale) song for voice and piano (Opus 85)
- 2006 : Cresswell Oaks (by Roy Sadler) song for voice and piano (Opus 86)
- 2006 : Esther's Elderflower Juice (text by Noa Lachman and Gregers Brinch) Song for Soprano and Piano – Commissioned by Peter Hamburger for the Memorial Concert of Esther Salaman performed at the Royal Academy of Music (Opus 87)
- 2010 : 12 songs to the Story of Parzival for Baritone and Flute – Text Lindsay Clarke (Opus 101)

### For Solo Guitar
- 1985 (revised 2010) : Isn't it amazing (Opus 1)
- 2009 : exercise for Bar – chord (Opus 96)
- 2009 : Balkan Duo (Opus 97)

### Kammermusik, Koncerter og Oratorier
- 1988 : Various Pieces for Clar. Flu. viol. Cell. and percussion. [commissioned work] (Opus 13 no.1)
- 1989 : Piece for flute and cello (Opus 14 )
- 1990 : Various Pieces for flu.2 violins and percussions, commissioned work (Opus 13 no.2)
- 1990 : Various Pieces for flute, 2 violins and percussions, commissioned work (Opus 13 no.3)
- 1990 – 1991 : Concerto in 1 movement for violin and chamber-ensemble (Opus 23)
- 1995 : Quartet for Flute and strings in 3 movements, commissioned work (Opus 31)
- 1996 – 1997 : 3 pieces for 2 violins, flute, 2 recorders, cello, and accordion (Opus 41)
- 1997 – 1998 : The Story of Elijah Oratorio in 4 movements for Tenor, choir and Orchestra, commissioned work (Opus 45)
- 1998 – 1999 : Ubi Caritas Piece for choir and orchestra (Opus 50)
- 1997 – 2003 : Concerto for Viola and Chamber orchestra in 3 Movements, dedicated to Rivka Golani (Opus 51)
- 1997 – 2004 : Concerto for Orchestra in 3 Movements – Adaptet from Viola Concerto (Opus 52)
- 1998 – 2000 : Suite for small orchestra in 5 Movements (Opus 53)
- 2000 : 10 songs for voice and violin (to poems and prose by R.M.Rilke), commissioned work (Opus 54)
- 2001 : 2 Songs for tenor and violin (to texts by Stibill and Hammerskjold), commissioned work (Opus 55)
- 2001 : Die Herausforderung (A new version of the preamble to the Human Rights Declaration in German) for tenor, choir, violin and piano (Opus 59)
- 2002 : 2 songs for tenor and violin (Love’s Ground adapt. and Stibill.), commissioned work (Opus 61)
- 1998 – 2002 : Sne (part 1 of the work Forventning by Halfdan Rasmussen) 11 pieces for Solo-Soprano, Choir SATB and string Quartet (Opus 62)
- 2002 : The Challenge (A new version of the preamble to the Human Rights Declaration in English) for Tenor, Choir, violin and piano (Opus 63)
- 2003 : Pater Noster for Baritone and Stringquartet (Opus 69)
- 2003 : Mørke 4 songs for Soprano, Baritone, Trumpet, Harp and Double Bass – Text H. Rasmussen (Opus 70)
- 2003 : Three Tales for Oboe and Harp dedicated to Jinny Shaw and Lucy Wakeford of the Okeanos Ensemble (Opus 71)
- 2007 – 2008 : The Word for Choir and Chamberensemble. 23 minutes words by St. John, G. Brinch, Charles Darwin and Martin Luther King (Opus 91)
- 2009 : Windquintet in 4 movements (1st version) (Opus 94)
- 2009 – 2010 : Parzival Suite 5 Pieces for Solo Flute dedicated to Julie Groves (Opus 95)

1. The Fool
2. Anforta's Dream
3. The Heart of the Matter
4. The enchanted Castle
5. Searching for the Grail

- 2012 : Pyramids orchestral piece for children (to play) based on the Balkan duo (Opus 109)

## Diskografi
- CD'en ‘Blue Harmony’ med de fleste af Brinchs klaverværker blev indspillet af den internationalt kendte pianist Diana Baker i 2007. Udgivet  af Klyde records – Brinchs private pladeselskab.
- CD‘en ‘Harmonious Dissonance’ med ‘String Quartet No.1‘ blev ugivet af Parma Records i USA i juni 2010.
- CD‘en ‘Parzival‘ opstod igennem et samarbejde med pristageren of fløjtenisten Julie Groves and forfatteren Lindsay Clarke, og indeholder 12 sange for baryton og tværfløjte samt suite for tværfløjte solo til temaet Parzival.
- Ud af de tre CD‘er på ‘Claudio Records Label‘ blev Gregers Brinch volume one with Rohan de Saram and William Hancox and the Bergersen Quartet i 2012,CD‘en  er med Sonate no.1 & 2 for Cello og Klaver og ‘String Quartet no.2‘.
- Brinch har indsunget sange af den tyske komponist Dorothee Fischer. Pianist William Hancox. Lieder und Klavierwerke von Dorothee Fischer. Udgivet  af Klyde records – Brinchs private pladeselskab.